# Trung tâm Nụ Cười Vàng
Nụ Cười Vàng TV(Tên tiếng Anh: NCV Entertainment, viết tắt NCV) là đơn vị sản xuất các chương trình sân khấu hài kịch, ca nhạc, giải trí, liveshow. Sản phẩm nổi bật những năm gần đây là Tết Vạn Lộc.

## Lịch sử hình thành
Trung tâm được thành lập năm 2005, và hiện nay được quản lý bởi Công ty cổ phần truyền thông Hồng Phúc - NCV Studio.

## Đơn vị quản lý & sản xuất
Đơn vị quản lý hiện nay là Công ty cổ phần truyền thông Hồng Phúc - NCV Studio. Tiền thân là Công ty cổ phần nghệ thuật giải trí hãng phim NCV được thành lập ngày 1/5/2005 tại Hà Nội. Các hoạt động của trung tâm được điều hành bởi Bà Bùi Thị Thu Hiền. Chương trình đặc biệt như Tết Vạn Lộc được đạo diễn bởi Ns Nguyễn Công Vượng

## Các chương trình
Các chương trình nổi bật như:
- Tết Vạn Lộc 2024 “Tình Xuân”
- Liveshow Vượng Râu - 22 năm khóc cười
- Tết Vạn Lộc 2023 "Xuân Hạ Thu Đông"
- Tết Vạn Lộc 2022 "Hãy Yêu Nhau Đi"
- Tết Vạn Lộc 2021 - "Hai Quê"
- Tết Vạn Lộc 2020 - "Sau Cánh Màn Nhung"
- Tết Vạn Lộc 2019 - "Ra Giêng Anh Cưới Em"
- Tết Vạn Lộc 2018 - "Ơn Nghĩa Sinh Thành"
- Tết Vạn Lộc 2017 - "Xuân Ba Miền"
- Tết Vạn Lộc 2016 - "Cười Để Yêu Thương"
- Live show 28 Năm ca sĩ Hồ Quang 8
- Live show Bến Nước Con Đò 1,2,3,4,5
- Cưới Đi Kẻo Ế 6
- Cưới Đi Kẻo Ế 5
- Cưới đi kẻo ế 4
- Cưới đi kẻo ế 3
- Cưới đi kẻo ế 2
- Cưới đi kẻo ế 1
- Cười hở mười cái răng
- Bắc Nam cùng cười
- Cười Cái Sự Đời

## Các nghệ sĩ, ca sĩ tiêu biểu
Các chương trình với sự góp mặt đông đảo các diễn viên, danh hài, ca sĩ khắp ba miền và hải ngoại, như:
Trong nước và Hải Ngoại 
- Mr. Vượng Râu
- Chế Linh
- Trường Vũ
- Tuấn Vũ
- Quang Lê
- Mai Quốc Huy
- Hương Lan
- Mạnh Quỳnh
- Phi Nhung
- Hoài Linh
- Chí Tài
- Bảo Liêm
- Bảo Chung
- Tấn Hoàng
- NSND Thu Hiền
- NSND Thanh Hoa
- NSND Thái Bảo
- Thanh Thanh Hiền
- Hồ Quang Tám
- Chiến Thắng
- Quang Tèo
- Ngọc Sơn
- Công Lý
- Minh Hằng
- Lưu Ánh Loan
- Dương Hồng Loan
- Hương Lan
- Quang Hà
- Duy Mạnh
- Đàm Vĩnh Hưng
- Duy Trường
- Chế Phong
- Đức Hải
- Mạnh Đình

Hải ngoại:
- Giao Linh
- Phương Dung
- Bảo Chung
- Bảo Liêm
- Randy
- Nguyễn Hưng
- Hồ Lệ Thu
- Nguyễn Hồng Nhung

... và nhiều các diễn viên, mc, nghệ sĩ khác.

## Đối tác
Các đối tác, nhà tài trợ:
- Thạch rau câu Long Hải
- Thẩm mỹ viện Thiên Hà Spa
- Hoa giấy Suchin
- Vận tải PL Logistic
- Nước giặt xả Japi
- Toàn Cầu Luxury Mobile
- Kiến trúc TTC
- Nội Thất PT Casa
- Phào Chỉ Sinhgroup
- Nước súc miệng Smart A